# Ano juliano
Na Astronomia, um ano juliano (símbolo: a) é a unidade de medida de tempo definida como exatos 365,25 dias de 86.400 SI segundos cada (Sistema Internacional de Unidades), totalizando 31.557.600 segundos. O ano juliano é a medida média de ano no Calendário Juliano, usado pelas sociedades ocidentais em séculos anteriores, e dá o nome à unidade de medida. Não obstante, devido às durações da medidas do ano juliano designarem duração e não data, o ano juliano não corresponde aos anos do Calendário Juliano, ou qualquer outro calendário.